# Колонія Варбурга
Колонія Варбурга — квартал двоповерхових дерев'яних будинків у Бересті, унікальний для Білорусі архітектурний ансамбль першої третини XX століття.

## Історія колонії
Дванадцять дерев'яних двоповерхових будинків було побудовано в 1925—1927 роках на кошти єврейської благодійної організації «Джойнт» для бідних юдейських сімей Брест-Литовська. Колонія дістала назву на честь Фелікса Моріца Варбурга — банкіра, що очолював в ці роки «Джойнт» і особисто був одним із спонсорів проекту (на його кошти був замощений центральний проїзд — нині це Перший Мінський провулок). Колонію було створено як єдине ціле — як в організаційному, так і в архітектурному плані — окрім житлових будинків в колонію входили майстерні, школа, їдальня, дві пралень з душовими. В'їзд до колонії був прикрашений дерев'яною аркою.
Будинки побудовані в рідкісному для Берестейщини закопанському стилі (пол. Styl zakopiański) дерев'яної архітектури по двох проектах (з однією або з двома мансардами), що трохи відрізняються один від одного, розроблених спеціально для колонії. Загальна площа восьмиквартирного будинку — 250 м2, кожній квартирі належав також дров'яний сарай і убиральня. Під двома з будинків були обладнані протипожежні резервуари із гідрантами; чотири криниці забезпечували колонію водою.
Розмірене життя колонії тривало недовго. З приходом німецьких військ в 1941 році жителі колонії були переселені до гетто, а 15 жовтня 1942 року — розстріляні в числі тридцяти тисяч брестських євреїв. Будівлі колонії були перетворені на табір для радянських військовополонених. Після повернення в 1944 році у Берестя військ Червоної армії табір був перепрофільований для німецьких, італійських і угорських військовополонених; а після закінчення їх полону — в 1950 році — будинки були відремонтовані і знову стали житловими. Тільки заселили в них вже не євреїв, яких у Бересті практично не залишилося, а усіх.
До кінця ХХ століття будинку неабияк занепали і остаточно перестали відповідати сучасним уявленням про комфорт. Перші п'ять будинків було розселено і знесено на початку двохтисячних років, на їхньому місці побудували гуртожиток Брестейського університету. Знос семи будинків, що залишилися, був запланований на 2009 рік, але мешканців тоді розселити не встигли. У 2010 році долею колонії зацікавилася білоруська громадськість і преса. З'явилися пропозиції про створення у будівлях колонії етнографічного музею і центру єврейської культури. Проте міською владою пропозиції підтримані не були.
За станом на літо 2013 року з дванадцяти будівель колонії залишилося чотири — в стані руїни. Тільки одній з будівель — будинку № 12 по Першому Мінському провулку — міністерством культури Білорусі був присвоєний статус історико-культурного пам'ятника; інші як і раніше призначені до зносу.

## Ресурси Інтернету
- Умирает «колония Варбурга», пока проектируют её реконструкцию
- Минкультуры решило не наделять статусом памятника дом Горецкого и ансамбль колонии Варбурга [Архівовано 8 жовтня 2016 у Wayback Machine.]
- Брэст. Разрушили еще три старых еврейских дома колонии Варбурга
- Колония Варбурга просит о помощи. Виртуальный Штетл. Музей истории польских евреев. Архів оригіналу за 24 вересня 2015. Процитовано 2013-9-6. {{cite web}}: Cite має пустий невідомий параметр: |datepublished= (довідка)
- Судьба «Колонии Варбурга»
- У ансамбля колонии Варбурга есть шанс?  [Архівовано 13 червня 2017 у Wayback Machine.]
- Брест-Литовск: казармы, колония Варбурга, кладбища, пороховой погреб № 3  [Архівовано 20 лютого 2018 у Wayback Machine.]
- The City Magistrate of the town of Brest-Litovsk Notice [Архівовано 4 березня 2016 у Wayback Machine.]

52°06′11″ пн. ш. 23°42′11″ сх. д. / 52.10294° пн. ш. 23.70319° сх. д.